# Griveta de Bicknell
La griveta de Bicknell (Catharus bicknelli) és un ocell de la família dels túrdids (Turdidae).

## Hàbitat i distribució
Habita els boscos del sud-est del Canadà i nord-oest dels Estats Units.